# Лазарев, Левон Константинович
Левон Константинович Лазарев (21 января 1928 года, Тбилиси, СССР — 26 февраля 2004 года, Санкт-Петербург, Россия) — российский скульптор и художник.

## Биография
Родился в Тбилиси 21 января 1928 года. Его семья происходила из армянского дворянского рода Лазаревых. В годы Большого террора его отец был обвинен в контрреволюционной деятельности и расстрелян.
Сначала учился на скульптурном факультете Тбилисской государственной академии художеств, потом переехал в Москву, где продолжил обучение на скульптурном отделении Московского института прикладного и декоративного искусства. Среди его преподавателей были последователи Александра Матвеева Юрий Поммер, Екатерина Белашова, Александр Дейнека, Владимир Козлинский.
На третьем курсе обучения Московский институт был закрыт для Лазарева «за формализм в искусстве». Институт был формально объединён с Ленинградским высшим художественно-промышленным училищем имени В. И. Мухиной. В результате преподаватели и студенты переехали в новый город. Там Лазарев продолжил учиться в мастерской Владимира Ингала. 
Окончил Ленинградское высшее художественно-промышленное училище в 1955 году. В 1957 стал членом Ленинградского союза художников.
Скончался 26 февраля 2004 года. Похоронен на Смоленском армянском кладбище в Санкт-Петербурге.

## Творчество

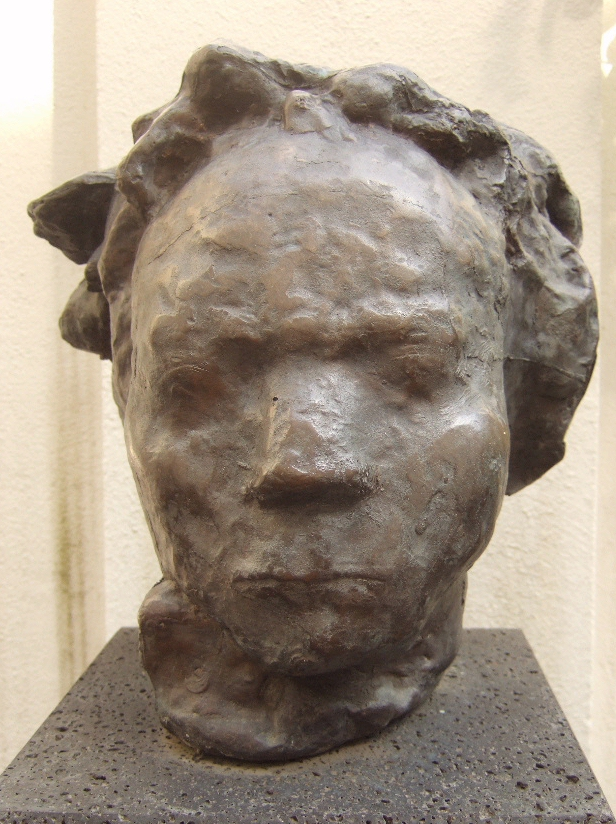
«Бетховен». Дом Бетховена, Бонн.

Работал в различных видах и жанрах искусства — станковой, монументальной, декоративно-парковой и мемориальной скульптуре, мелкой пластике. Кроме того, он занимался живописью и графикой. Им создано более двухсот различных произведений.
Являлся постоянным участником отечественных и зарубежных выставок и различных конкурсов. Ввиду его игнорирования официальных канонов в искусстве его работы часто снимали с выставок, хотя он не был полностью оппозиционен советской власти. Его первые персональные выставки случились на 60-летний юбилей, они проходили в выставочных залах Союзов художников (Санкт-Петербург, 1989; Москва, 1990), затем в музее Анны Ахматовой (1993), в Государственном Русском музее (1996), в Центральном выставочном зале «Манеж» (1998).
Произведения Лазарева находятся в собраниях Государственной Третьяковской галереи, Государственного Русского музея, Музея истории города, Музея городской скульптуры, Музее современных искусств им. С. П. Дягилева СПбГУ, Национальной картинной галереи Армении, а также в частных собраниях России, Германии, Дании, Италии, Швеции и других стран.
Авторству Лазарева принадлежит ряд установленных в Санкт-Петербурге памятников: Джакомо Кваренги (перед зданием Ассигнационного банка на Садовой ул.; 1967), «Пожарным, погибшим в годы Великой Отечественной войны» (Большой пр. В.О., 73; 1995), Иоганну Гёте (Невский пр., 22/24; 1999), Святославу Федорову (ул. Ярослава Гашека, 21; 2002), Андрею Сахарову (пл. Сахарова; 2003), Себастьяну Баху (Невский пр., 22/24; 2019); мемориальных досок Луи Пастеру, Аркадию Райкину, Сергею Дягилеву, Фёдору Шаляпину, Евгению Мравинскому, Иосифу Бродскому, Ефиму Учителю, Отто Бисмарку, Владимиру Филатову, надгробных памятников Евгению Мравинскому, Георгию Товстоногову, Аркадию Кацману, Павлу Серебрякову и другие. Он также создал памятник Сергею Дягилеву, который был установлен в 2003 году перед театром «Шатле» в Париже.
В апреле 2023 года в Музее искусств Санкут-Петербурга к 95-летию со дня рождения была открыта персональная выставка «Страсти по человеку».